# Quebrada Ñausilla
Die Quebrada Ñausilla, alternative Schreibweise: Quebrada Nausilla, ist ein kleiner linker Nebenfluss des oberen Río Huallaga in Zentral-Peru im Süden der Region Huánuco.

## Flusslauf
Die Quebrada Ñausilla entspringt im Westen der peruanischen Zentralkordillere auf einer Höhe von etwa 3900 m. Sie bildet auf ihrem kompletten Flusslauf die Grenze zwischen dem im Süden gelegenen Distrikt Conchamarca (Provinz Ambo) und dem im Norden gelegenen Distrikt Pillco Marca (Provinz Huánuco). Die Quebrada Ñausilla fließt über eine Strecke von 16,5 km nach Nordosten. Die Ortschaften San Miguel de Rancay, Ñauza und Ñausilla liegen entlang dem Flusslauf. Die Quebrada Ñausilla mündet schließlich bei Unguymaran auf einer Höhe von etwa 1980 m in den nach Norden strömenden Río Huallaga.

## Einzugsgebiet
Die Quebrada Ñausilla entwässert ein Areal von 66 km², wovon 39 km² in der Provinz Huánuco liegen. Das schmale Flusstal wird im Nordwesten und im Süden von bis zu 3900 m hohen Höhenkämmen begrenzt. Die Quebrada Ñausilla hat nur kleinere Zuflüsse. Das Einzugsgebiet der Quebrada Ñausilla grenzt im Nordwesten an das des Río Huancachupa, im Südwesten an das des Río Huertas sowie im Südosten und Nordosten an das des ober- und unterstrom gelegenen Río Huallaga.